# Morbier
Morbier település Franciaországban, Jura megyében. Lakosainak száma 2371 fő (2022. január 1.). Morbier Chapelle-des-Bois, Bellefontaine, Grande-Rivière Château, Lac-des-Rouges-Truites, Hauts-de-Bienne, Saint-Laurent-en-Grandvaux és Grande-Rivière községekkel határos.

## Népesség
A település népességének változása:
| Lakosok száma | 1273 | 1667 | 1964 | 2252 | 2313 | 2324 | 2292 | 2263 | 2274 | 2371 |
|               | 1968 | 1982 | 1990 | 2006 | 2013 | 2015 | 2017 | 2019 | 2020 | 2022 |